# Fedor Žugić
Fedor Žugić (kyrillisch: Федор Жугић) (* 18. September 2003 in Kotor) ist ein montenegrinischer Basketballspieler.

## Werdegang
Žugić bestritt im Februar 2019 sein erstes Spiel in der EuroLeague für KK Budućnost Podgorica und war zu diesem Zeitpunkt 15 Jahre und 157 Tage alt. In der vorherigen EuroLeague-Geschichte war kein Spieler in jüngerem Alter eingesetzt worden. 2019 und 2021 gewann er mit Budućnost jeweils den montenegrinischen Meistertitel.
Der deutsche Bundesligist Ratiopharm Ulm nahm ihn im Juli 2021 unter Vertrag. In der Saison 2022/23 wurde er mit der Mannschaft unter Trainer Anton Gavel deutscher Meister. Žugić trug im Meisterschaftsspieljahr 2022/23 in 35 Einsätzen in der Bundesliga im Durchschnitt 4,4 Punkte bei. Die Ulmer verliehen ihn mit Beginn der Spielzeit 2023/24 an den Bundesligakonkurrenten BG Göttingen. Für die Niedersachsen bestritt er 33 Bundesliga-Spiele, in denen er im Durchschnitt 10,3 Punkte erzielte.
Im Sommer 2024 wurde sein Wechsel zum spanischen Erstligisten CB Bilbao Berri verkündet, Žugić ging dann jedoch an die Creighton University in den US-Bundesstaat Nebraska.

### Nationalmannschaft
Bei der in seinem Heimatland ausgerichteten U20-Europameisterschaft 2022 war Žugić mit 18 Punkten je Begegnung drittbester Korbschütze des Turniers.